# 天使の羽根
『天使の羽根』（てんしのはね）はNHK「銀河ドラマ」で1969年4月21日から5月9日まで放送された連続テレビドラマである。白黒作品。全15回。NHK大阪制作。

## 概要
「銀河ドラマ」第2作。戦後育ちの若者たちと親世代との意識や感覚のズレをコメディータッチで描いた恋愛ドラマ。

## 物語
大阪の会社社長立花喜三郎の次男雄次郎は大学中退後、27歳になっても定職に就かず、優秀な長男一雄との差は開くばかり、父の悩みの種になっていた。ある日、町で見掛けた美しい女性を忘れかねていた雄次郎が帰宅すると、家の中にその娘千佳子がいる。二人の因縁の始まりであった。

## キャスト
- 立花雄次郎 …………… 長谷川明男
- 帯刀千佳子 …………… 新藤恵美
- 立花喜三郎 …………… 河津清三郎
- 長谷一樹 ……………… 吉田輝雄
- 東川若子 ……………… 島かおり
- 東川彦造 ……………… 北村英三
- 立花一雄 ……………… 大塚國夫
- 立花日出子 …………… 岩村百合子
- 紀代 …………………… 高森和子
- 桐野大三 ……………… 永田光男
- 桐野五月 ……………… 原良子
- 田川常務 ……………… 柳川清
- 相羽専之助 …………… 下元年世
- お杉 …………………… 初音礼子
- 鹿野浅子 ……………… 近衛杏
- 七瀬徳男 ……………… 田畑実行
- 春子 …………………… 梅井茂子
- 刑事 …………………… 溝田繁
- 助手 …………………… 島村昌子
- 高峰圭二
- 山本弘
- 石浜祐次郎
- 沢田トモ
- 松尾和子(特別出演)
- ナレーター …………… 牟田悌三

## スタッフ
- 原作 - 藤沢桓夫
- 脚本 - 土井行夫
- 音楽 - 小倉博
- 演出 - 島田弘、吉崎寧夫、前田純一郎
- 制作 - 境正顕、山田勝美

## 参考資料
- 「テレビジョンドラマ」（放送映画出版）